# 艾特加里亞烏帕齊拉
艾特加里亞乌帕齐拉是孟加拉国巴布納縣的一个乌帕齐拉，位於拉傑沙希专区的巴布納縣。。

## 人口
據1991年孟加拉國人口普查，艾特加里亞共有戶數22,339戶，人口124454人。其中男性佔比51.41%，女性佔比48.59%；成年人口59,721人。該地7歲以上人口之平均識字率為21.7%。